# Pier Leone Ghezzi
Pier Leone Ghezzi (28 de junio de 1674 - 6 de marzo de 1755) fue un pintor y caricaturista italiano, activo en Roma.  Aunque pintó frescos decorativos y creó un nuevo tipo de pintura histórica anecdótica y realista, hoy se le conoce sobre todo por sus caricaturas de personajes famosos de su época. Se le ha descrito como el primer caricaturista profesional. En sus innumerables dibujos de retratos, era capaz de captar la esencia del retratado con sólo unos trazos.  Retrataba habitualmente a una sola figura con una anatomía exagerada y diversas excentricidades en la vestimenta y la postura. En los retratos de grupo creaba un efecto humorístico repitiendo una postura o expresión extraña.

## Biografía
Nacido en Roma,fue hijo del pintor Giuseppe y Lucia Laraschi. Fue bautizado el 9 de julio en la Iglesia de San Juan de los Florentinos, con Carlo Maratta como padrino. Procedía de una destacada familia de artistas: su abuelo Sebastiano Ghezzi fue pintor y arquitecto del Papa Urbano VIII y su padre fue un pintor barroco que contribuyó con retablos en muchas iglesias de Roma. Su padre le formó en un entorno cultural dominado por la tradición clásica romana, representada sobre todo en el arte de Carlo Maratta, Giovanni Battista Gaulli y Pietro da Cortona. Su padre fue secretario de la Accademia di San Luca, la academia de artistas de Roma.

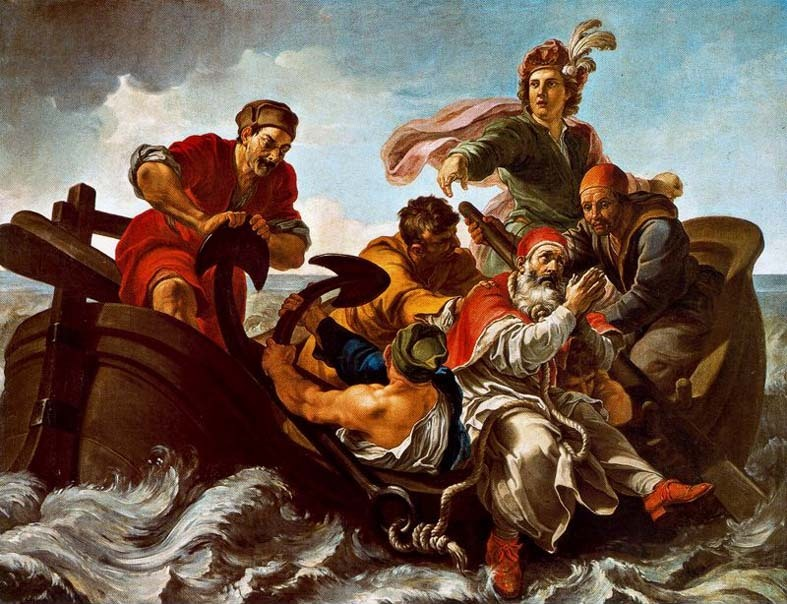
Martirio del papa San Clemente

La primera obra documentada de Pier Leone Ghezzi es el Paisaje con San Francisco (1698; Montefortino, Pinacoteca Civica), firmado y fechado. Muy cerca de esta fecha colaboró con Antonio Amorosi, alumno de su padre, en la Virgen de Loreto para la iglesia de Santa Caterina en Comunanza. En 1705, Ghezzi fue elegido Accademico di Merito en la Accademia di San Luca. Su pintura de ensayo, la Alegoría de la gratitud, fue donada a la institución para su admisión, como era costumbre.
En 1708 fue nombrado pintor de la Cámara Apostólica por el Papa Clemente XI. En este cargo se encargaba de la conservación de las colecciones papales, supervisaba las decoraciones para ceremonias y la fabricación de tapices y mosaicos, y supervisaba las obras arquitectónicas y la decoración de los edificios. En 1710, Francesco Farnese, duque de Parma le concedió la cruz de caballero. También fue miembro de la Academia de la Arcadia, una academia literaria creada en Roma en 1690.

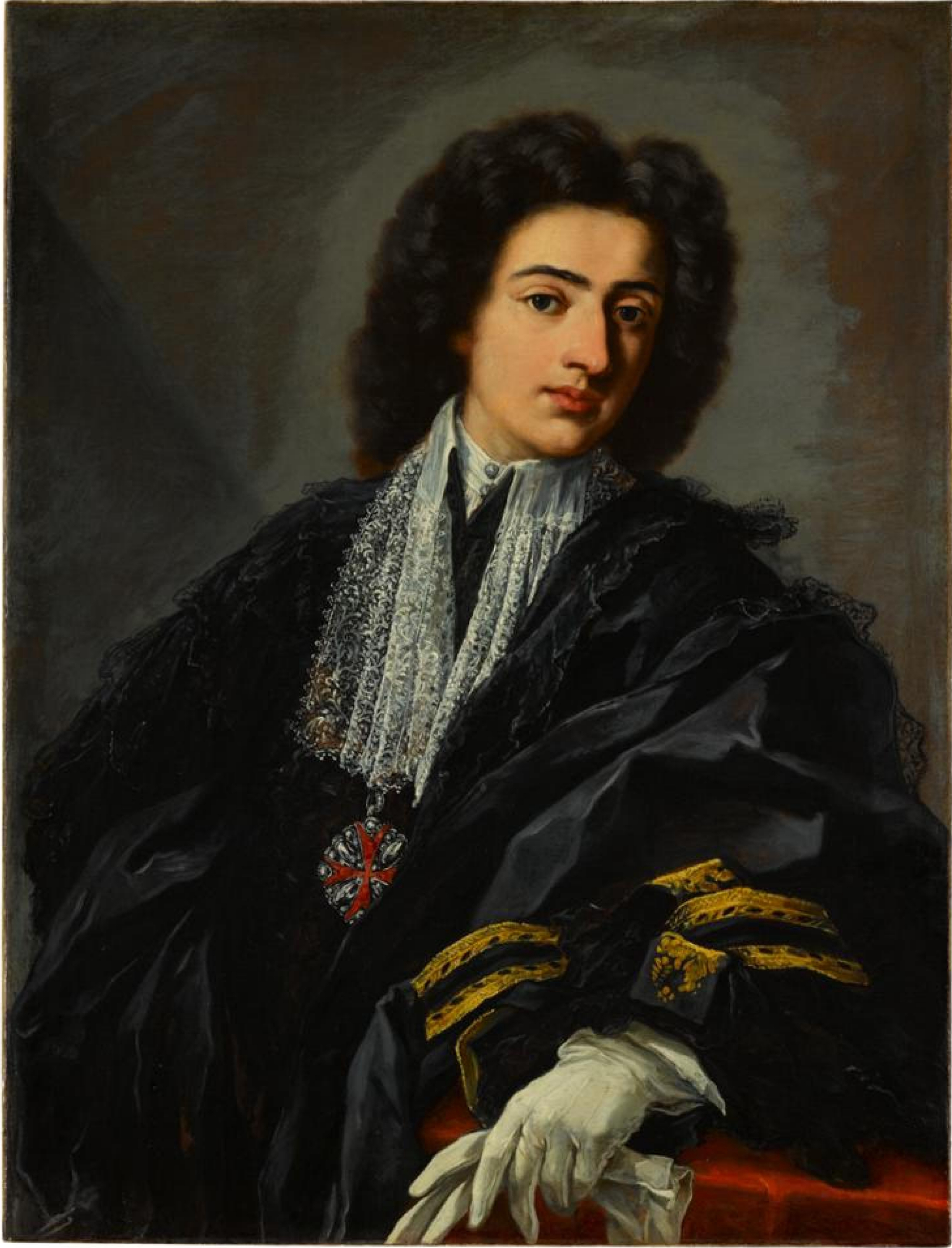
Retrato de Carlo Albani, 1er Príncipe de Soriano nel Cimino

Los encargos oficiales más importantes de Ghezzi datan de 1712 a 1721. Seis grandes lienzos de escenas de la Vida de Clemente XI (1712-15; Palacio Ducal, Urbino), pintados para el salón del palacio papal de Castel Gandolfo aportaron a la pintura histórica una nueva informalidad y un realismo documental. Se caracterizan por una descripción naturalista del entorno y de las figuras, y por un vivo interés por la anécdota.  La empresa artística más importante del papado de Clemente XI fue la reconstrucción y redecoración de la Archibasílica de San Juan de Letrán en Roma, a la que Ghezzi contribuyó con un lienzo oval muy académico del profeta Miqueas (1718) como parte de una serie de 12 pinturas para la nave.
Tras la muerte del papa Clemente XI en 1721, la familia Falconieri, especialmente Alessandro Falconieri (nombrado cardenal en 1724), se convirtieron en los principales mecenas de Ghezzi. En esos años, también estableció contactos con la cultura francesa, a través de la Academia Francesa en Roma, y del cardenal Melchior de Polignac, embajador de Francia ante la Santa Sede, que se convirtió en su mecenas y amigo. Colaboró con Giovanni Paolo Panini, quien fomentó un nuevo interés por lo pintoresco. Juntos diseñaron las representaciones teatrales montadas por la Academia Francesa en Roma para celebrar el nacimiento del Delfín en 1729.

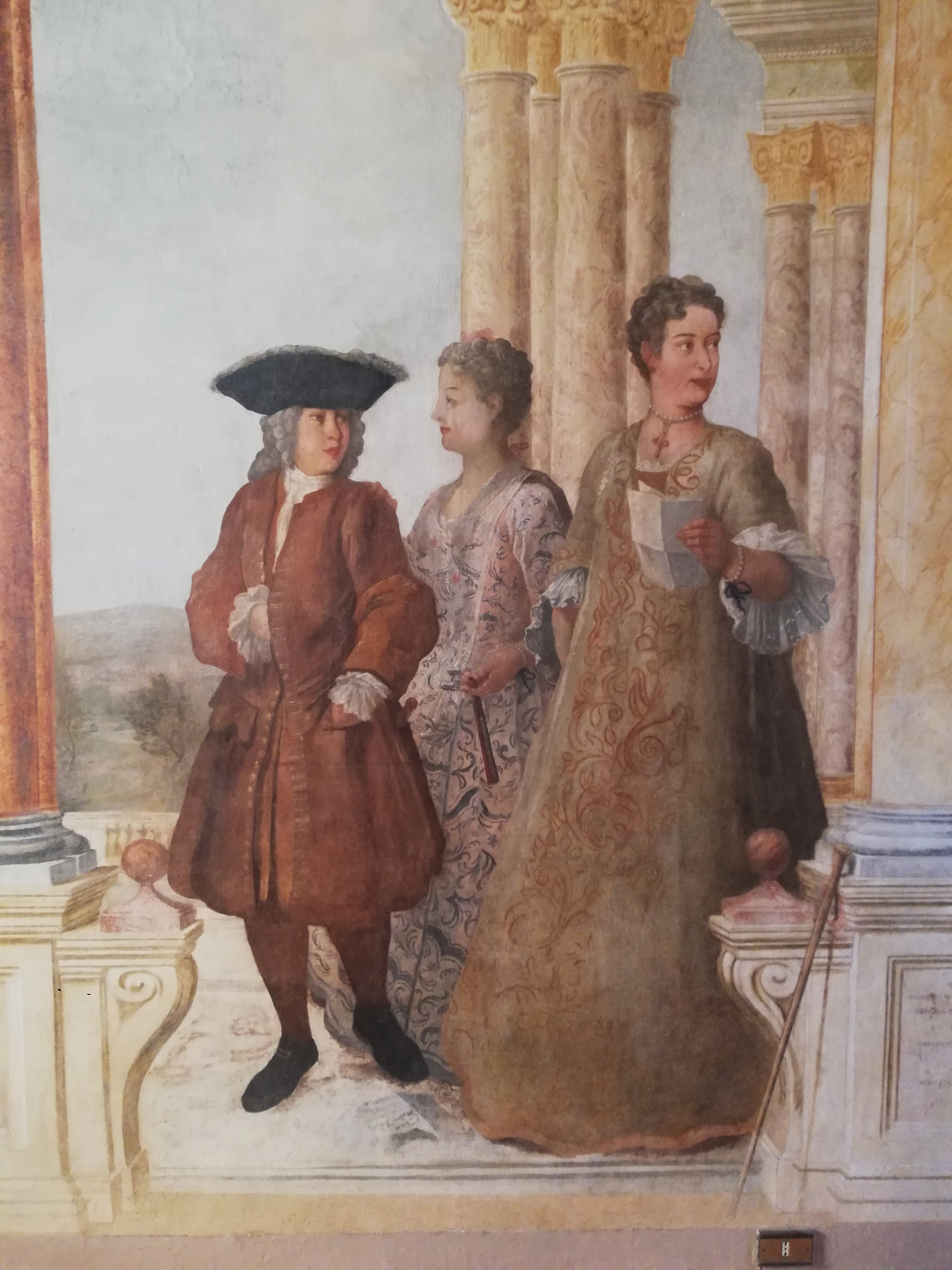
Retratos de miembros de la familia Falconieri pintados por Pier Leone Ghezzi, Villa Falconieri

En la Villa Falconieri de Frascati, el paisaje se convierte en tema dominante. En la Stanza della Ringhiera, en el primer piso, Ghezzi pintó un Paisaje panorámico con seis figuras en colores claros y ligeros. En 1727, decoró una habitación de la planta baja con una serie de retratos familiares ingeniosamente observados, mostrando a las figuras paseando o conversando en una columnata ilusionista. Entabló amistad con el pintor y sacerdote Giuseppe Peroni, con cuya hermana Maria Caterina se casó en 1736. 
Ghezzi realizó varios lienzos de temática religiosa para diversas iglesias de Roma. El último gran proyecto decorativo de Ghezzi es el ciclo de pinturas murales al temple Vistas del paisaje, pintado para la galería del palacio papal de Castel Gandolfo (1747). Aquí el paisaje es el tema principal y refleja las conexiones de Ghezzi con jansenistas tan distinguidos como el cardenal Domenico Silvio Passionei, que creía que en la naturaleza el alma podía recuperar su pureza perdida.
En sus últimos años, Ghezzi no aceptó más encargos de pintura histórica, ya que por entonces estaba muy dedicado al estudio de la Antigüedad. Una excepción, sin embargo, fue el pequeño encargo privado Diógenes ante Alejandro (1725-31; Roma, col. priv.) para el anticuario Philipp von Stosch, que compartía su interés por la Antigüedad.
Ghezzi es recordado sobre todo por sus caricaturas, dibujos inspirados en personajes diversos de la sociedad y el panorama de la época (prelados, artistas, nobles, turistas extranjeros, etc), en los cuales exagera hábilmente las posturas y rasgos físicos del personaje.

## Pinturas

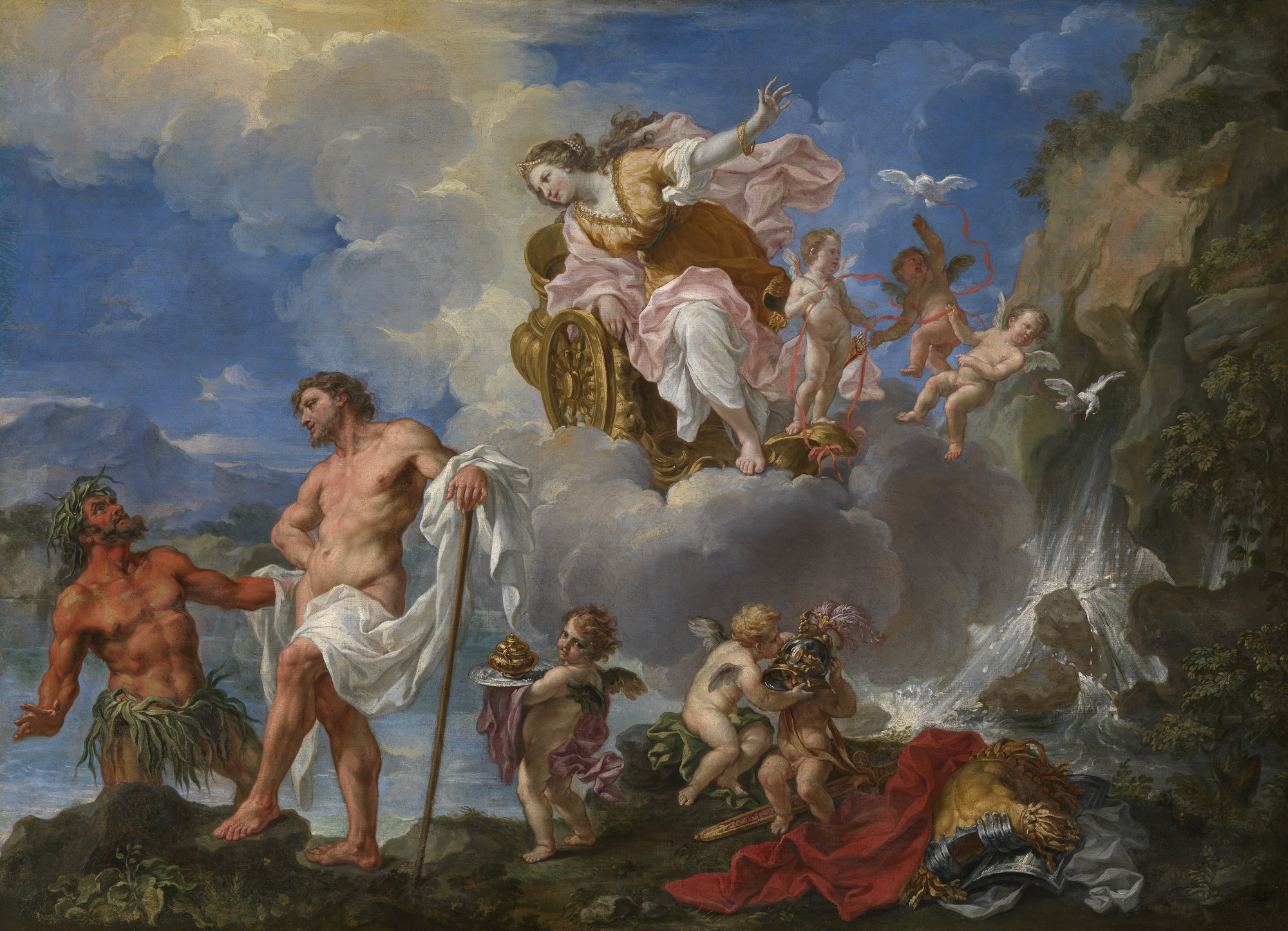
La purificación de Eneas en el río Numicio, Kelvingrove Art Gallery and Museum, c. 1725
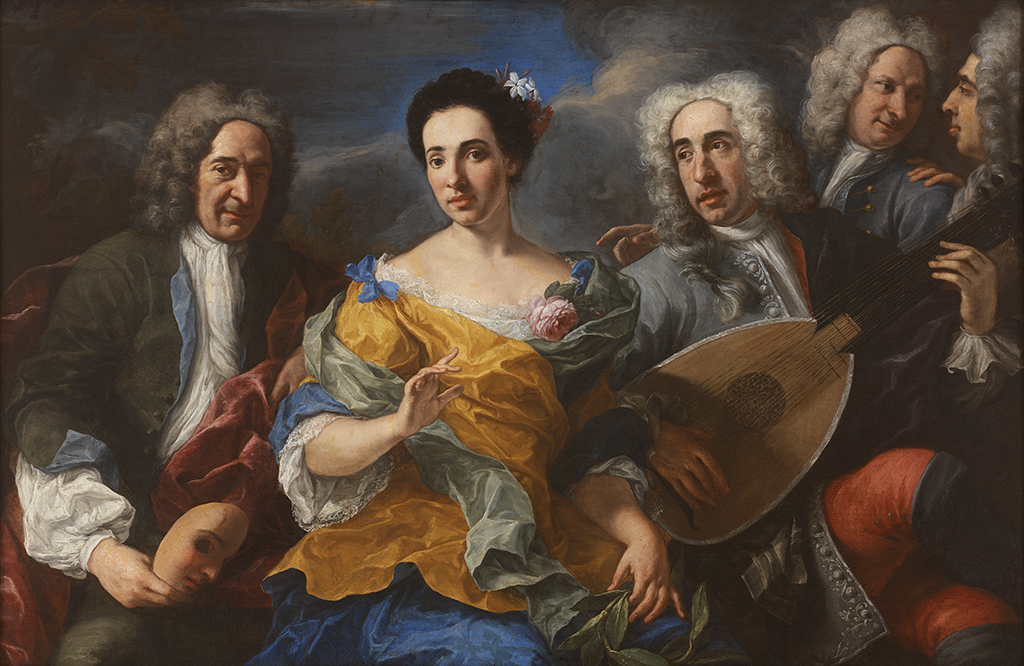
Grupo musical, c. 1730, Escuela de Diseño de Rhode Island, Providence, Rhode Island
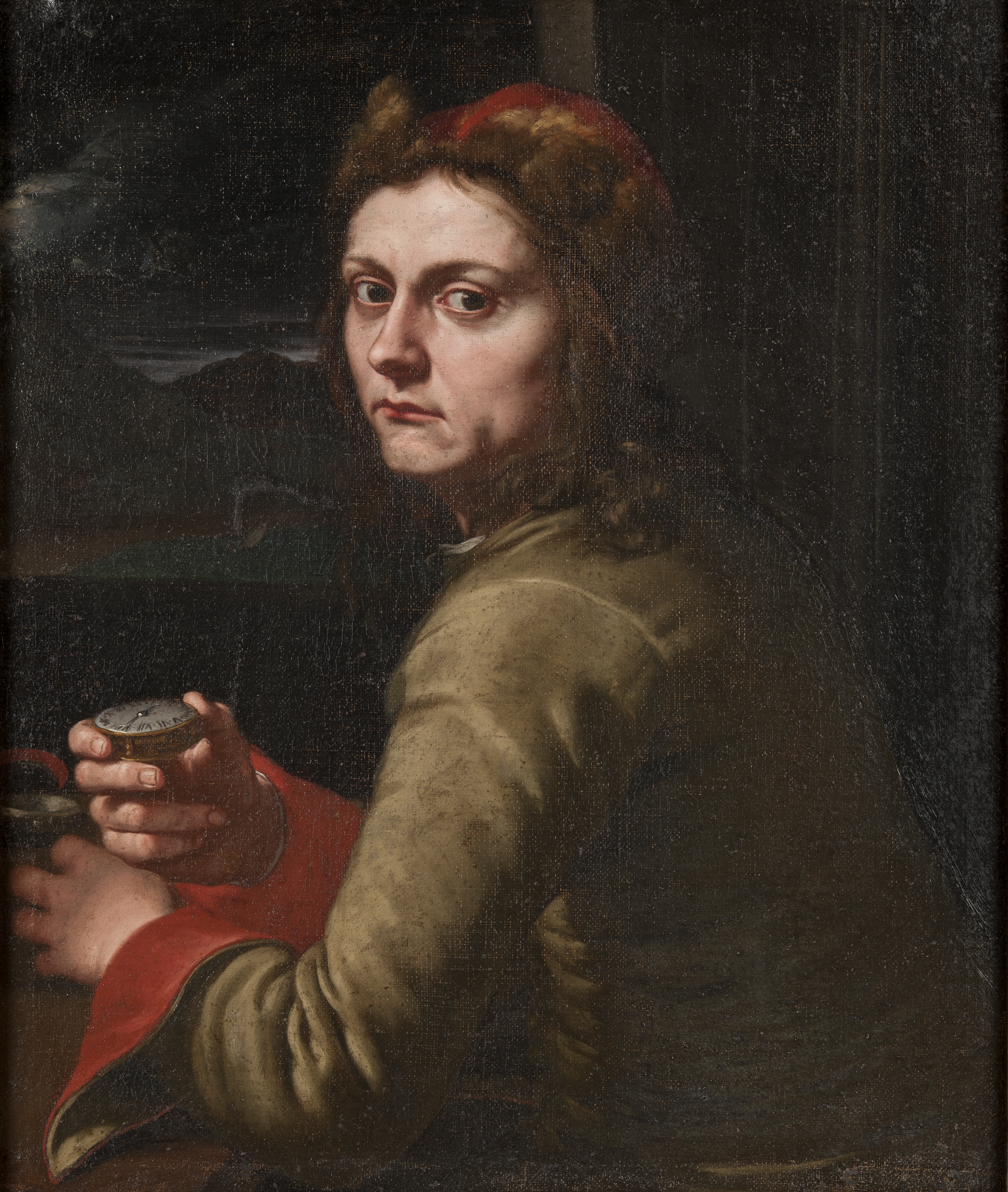
Retrato de un relojero, c. 1708, Museo Nacional de Suecia
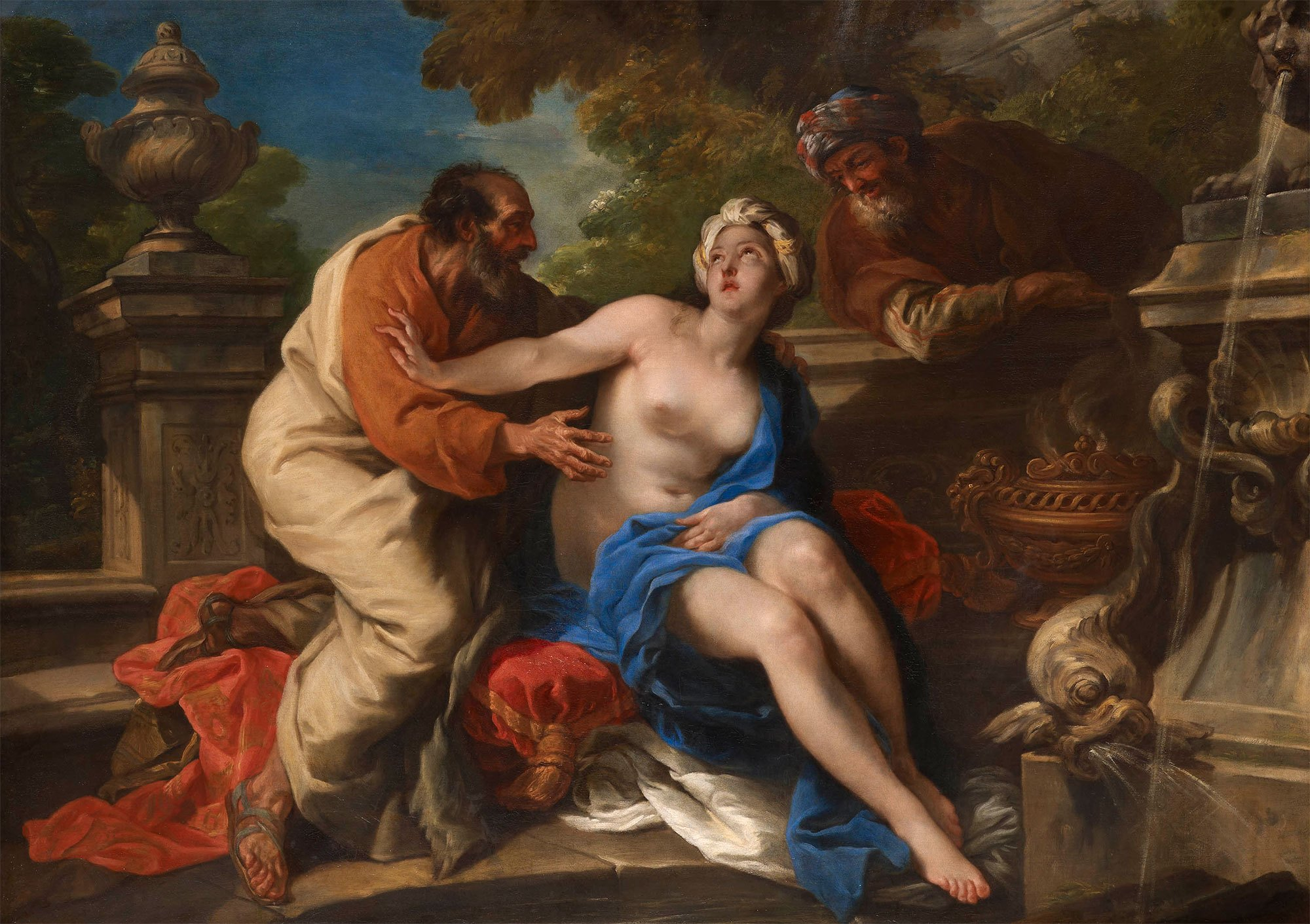
Susana y los ancianos, colección privada
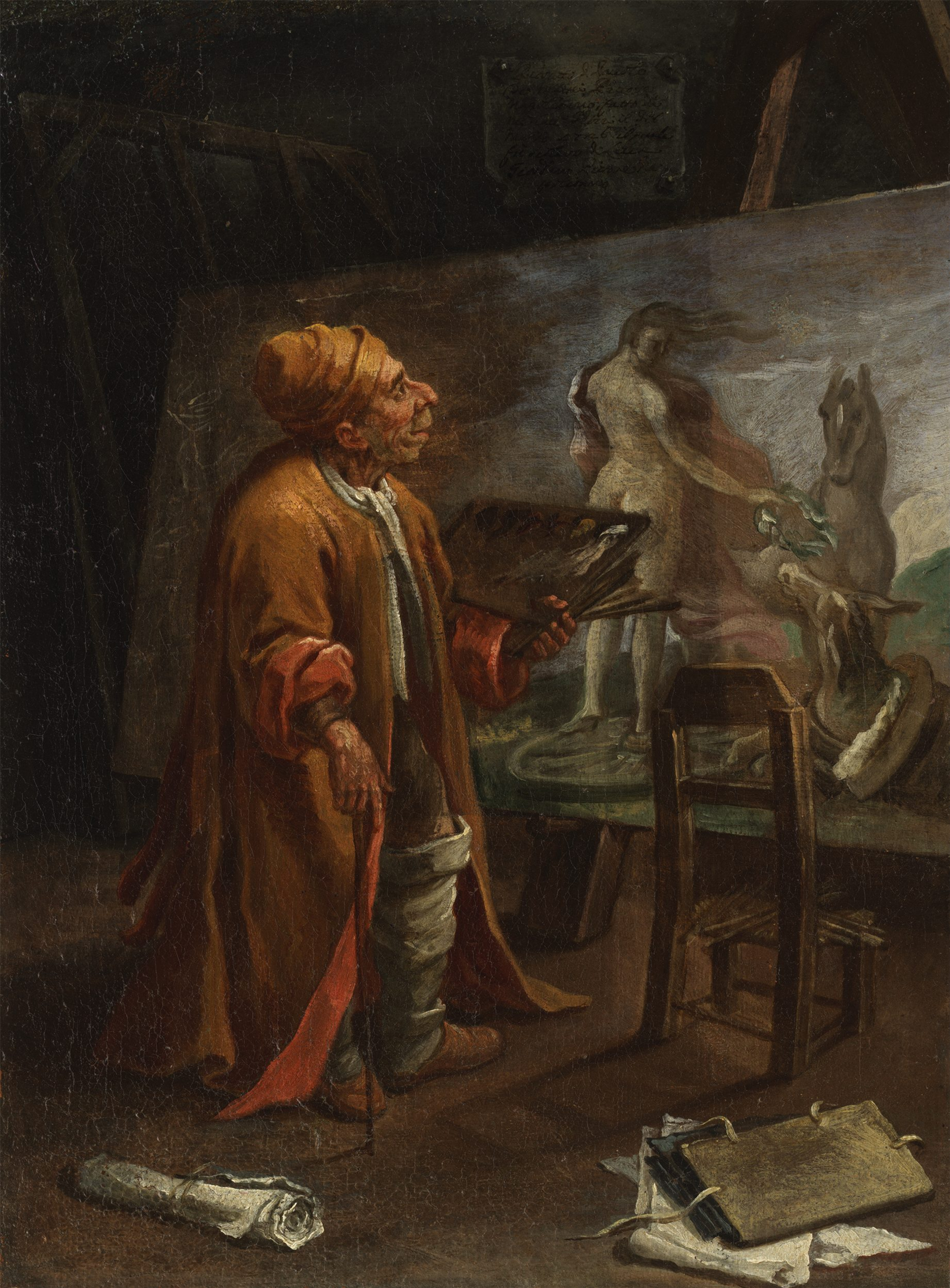
Paolo de Matteis en su estudio, colección privada, 1632

## Galería decaricaturas

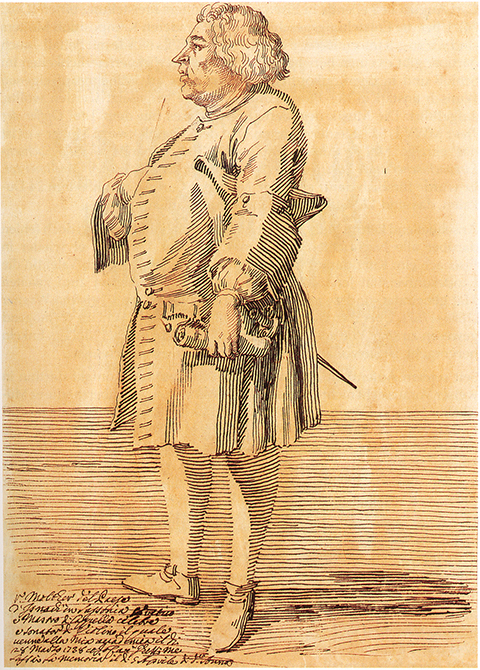
Caricatura del compositor alemán Johann Melchior Molter, 1738.
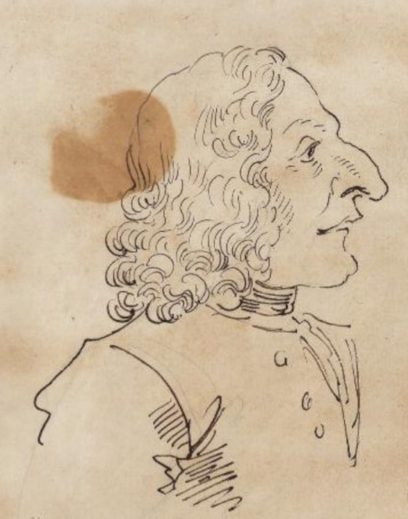
Caricatura del compositor Antonio Vivaldi, 1723
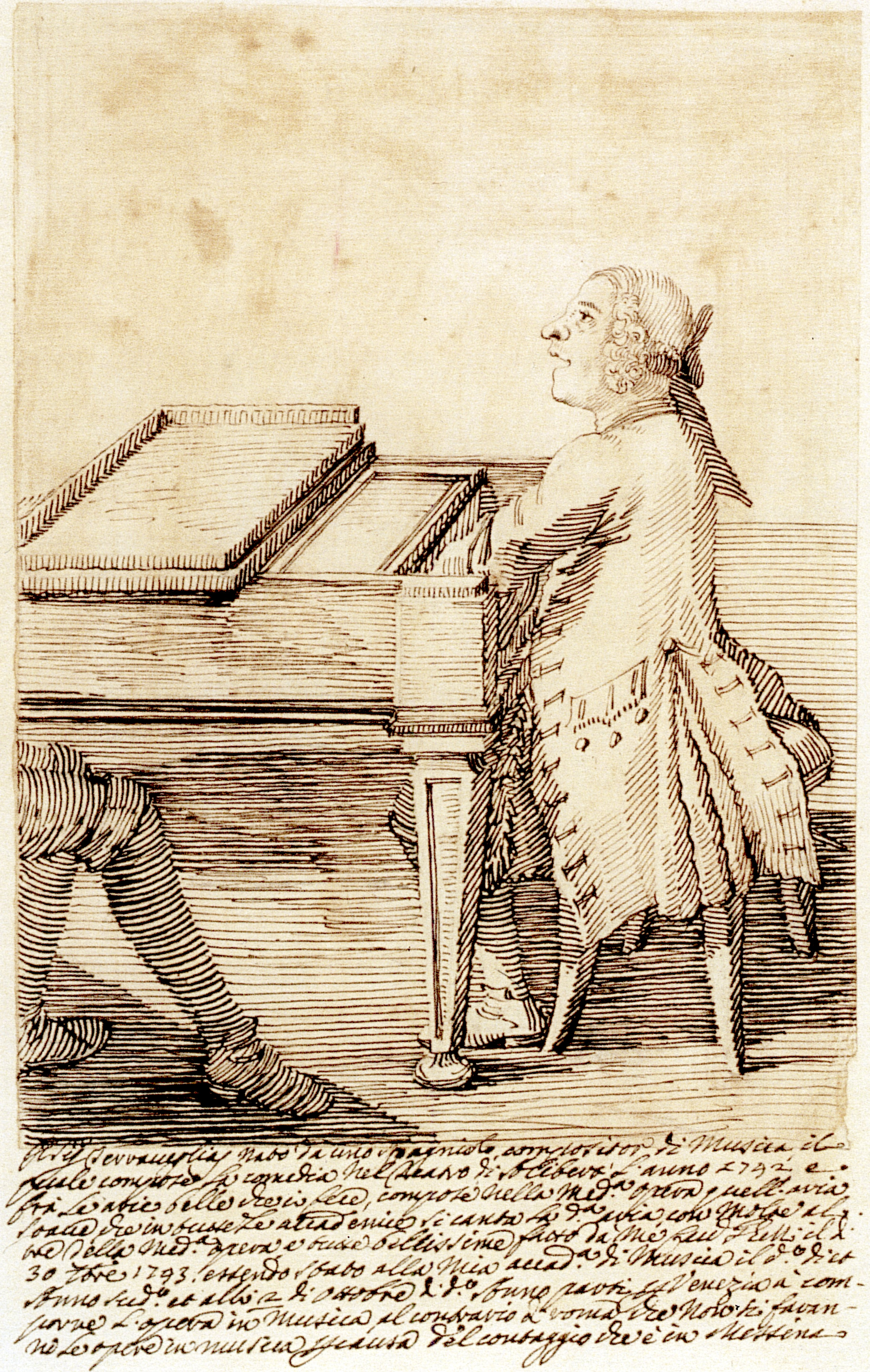
Caricatura del compositor Domènec Terradellas, 1743
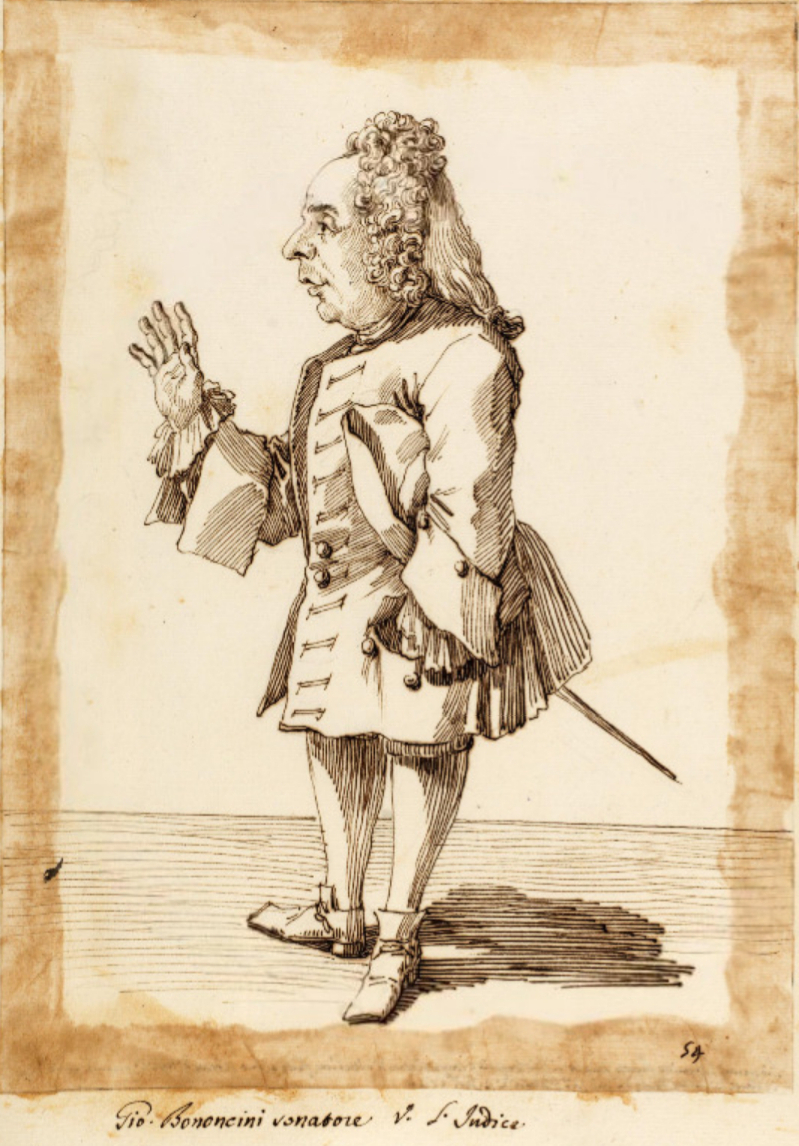
Caricatura del compositor Giovanni Bononcini, 172.

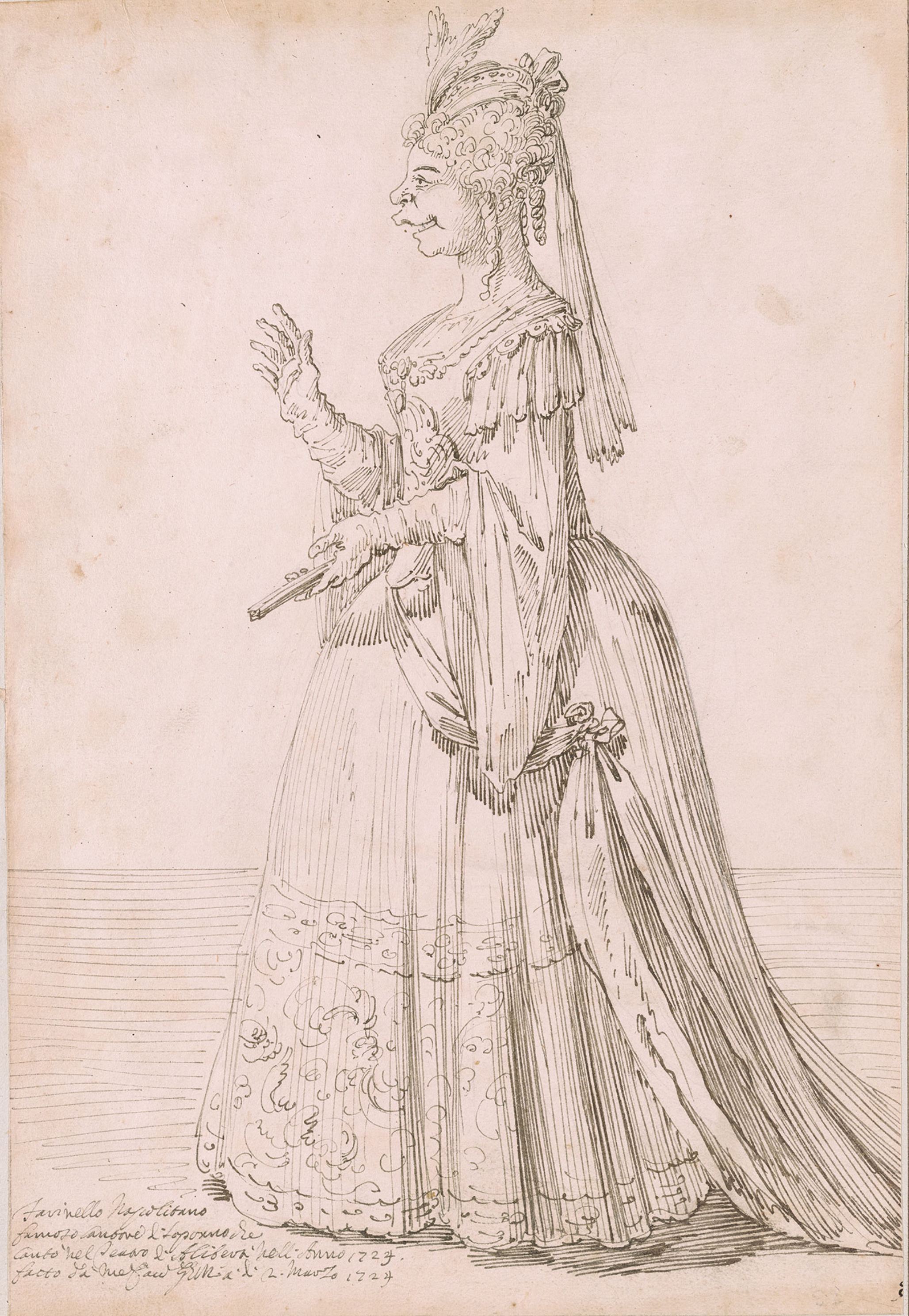
Caricatura del castrato Farinelli en un papel femenino, 1724.
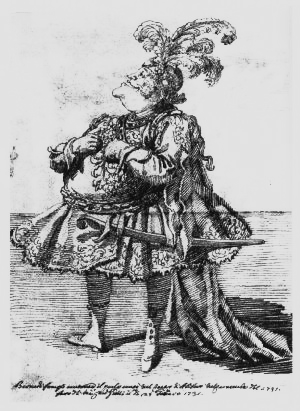
Caricatura del castrato Bernacchi, 1731.
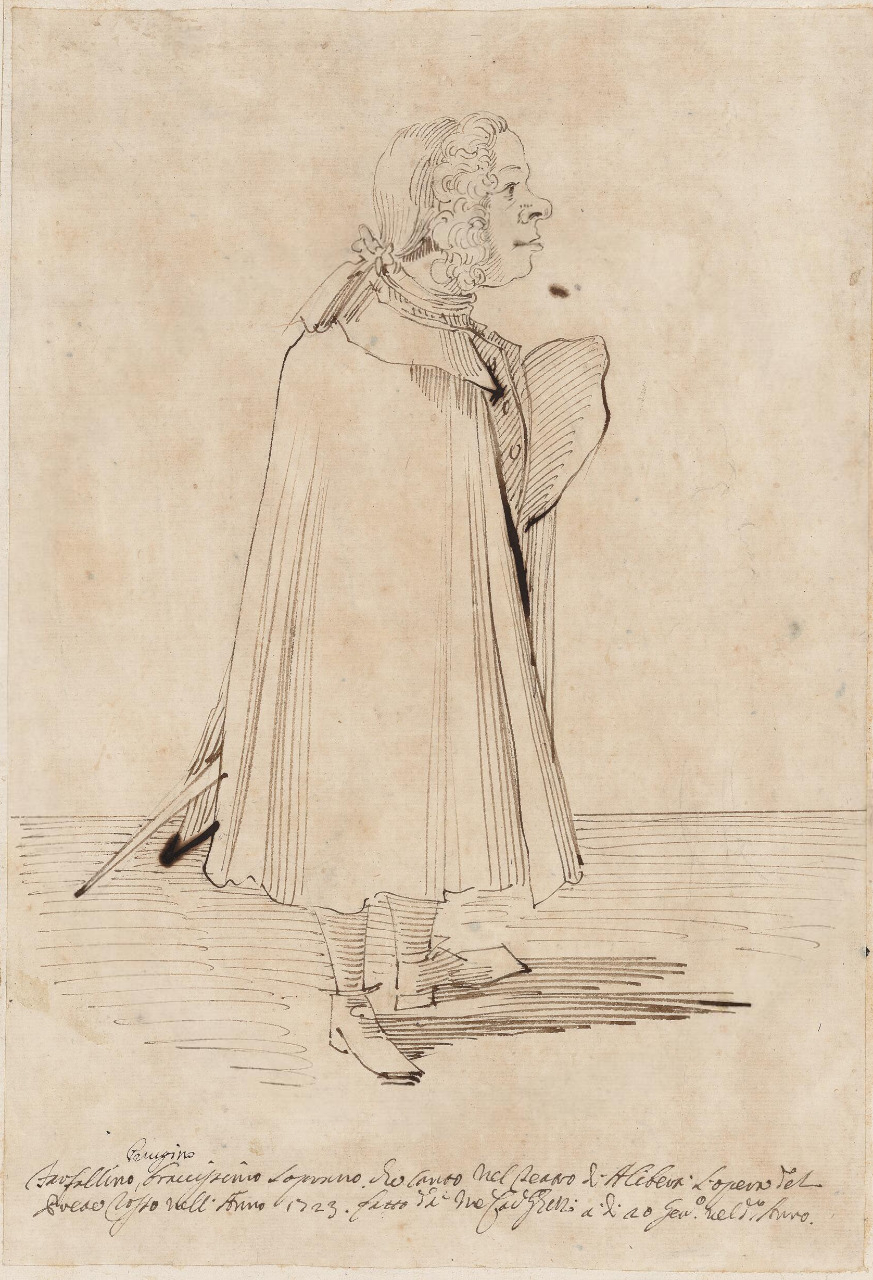
Caricatura del castrato Giacinto Fontana, 1723.
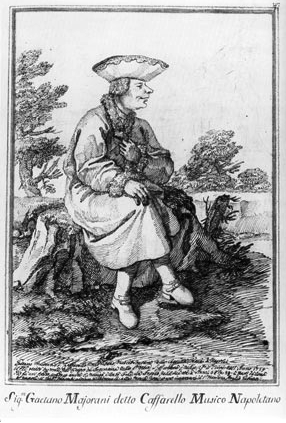
Caricatura del castrato Caffarelli, siglo XVIII.
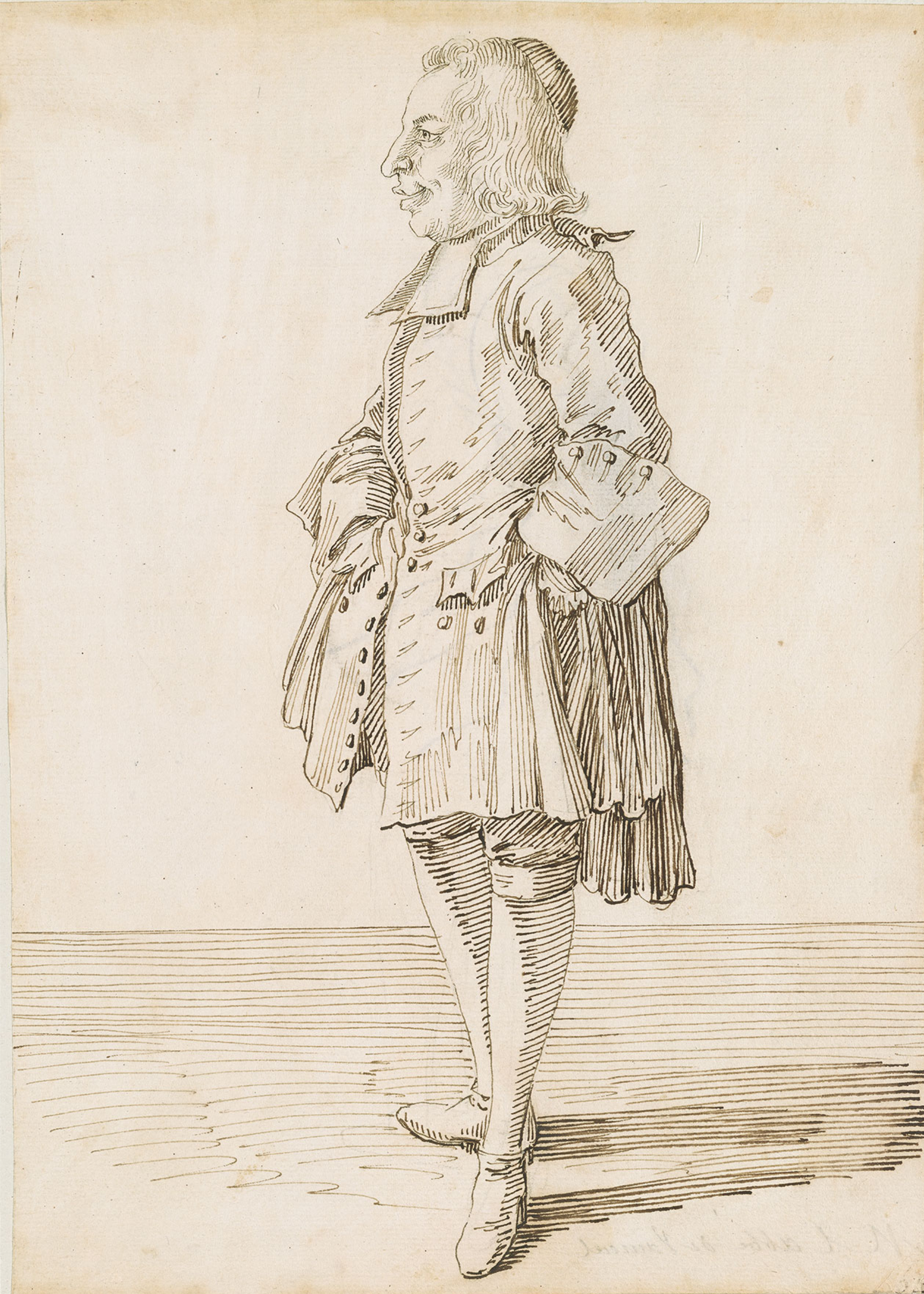
Caricatura de Louis-Guy de Guérapin de Vauréal, 1724
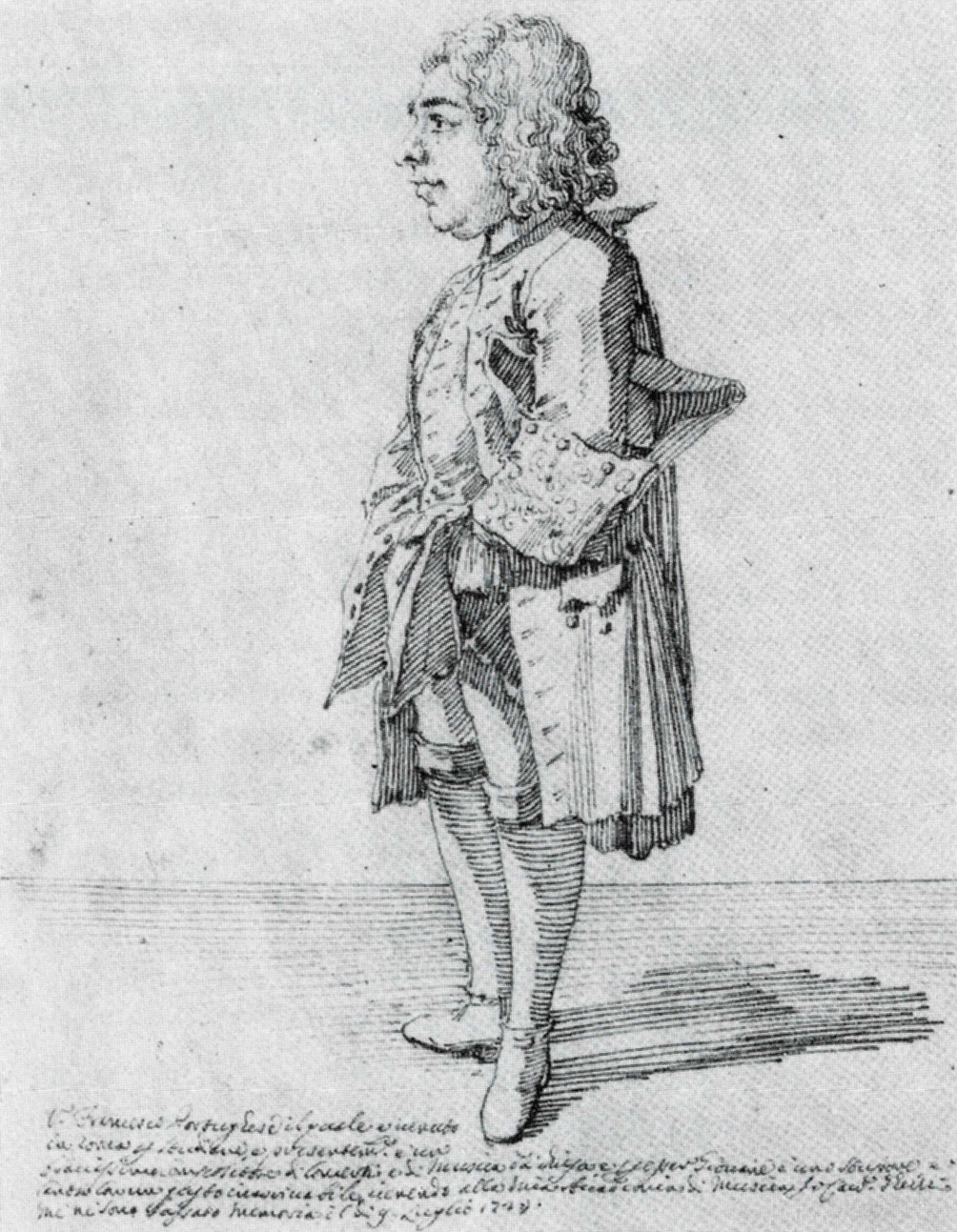
Caricatura del compositor Francisco António de Almeida, siglo XVIII.
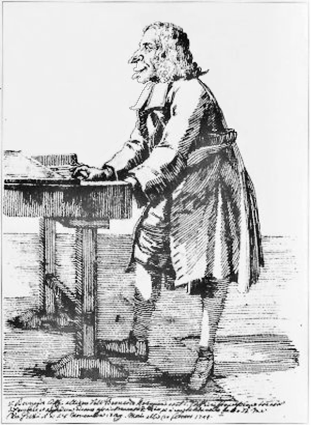
Caricatura del compositor Tommaso Bernardo Gaffi, siglo XVIII
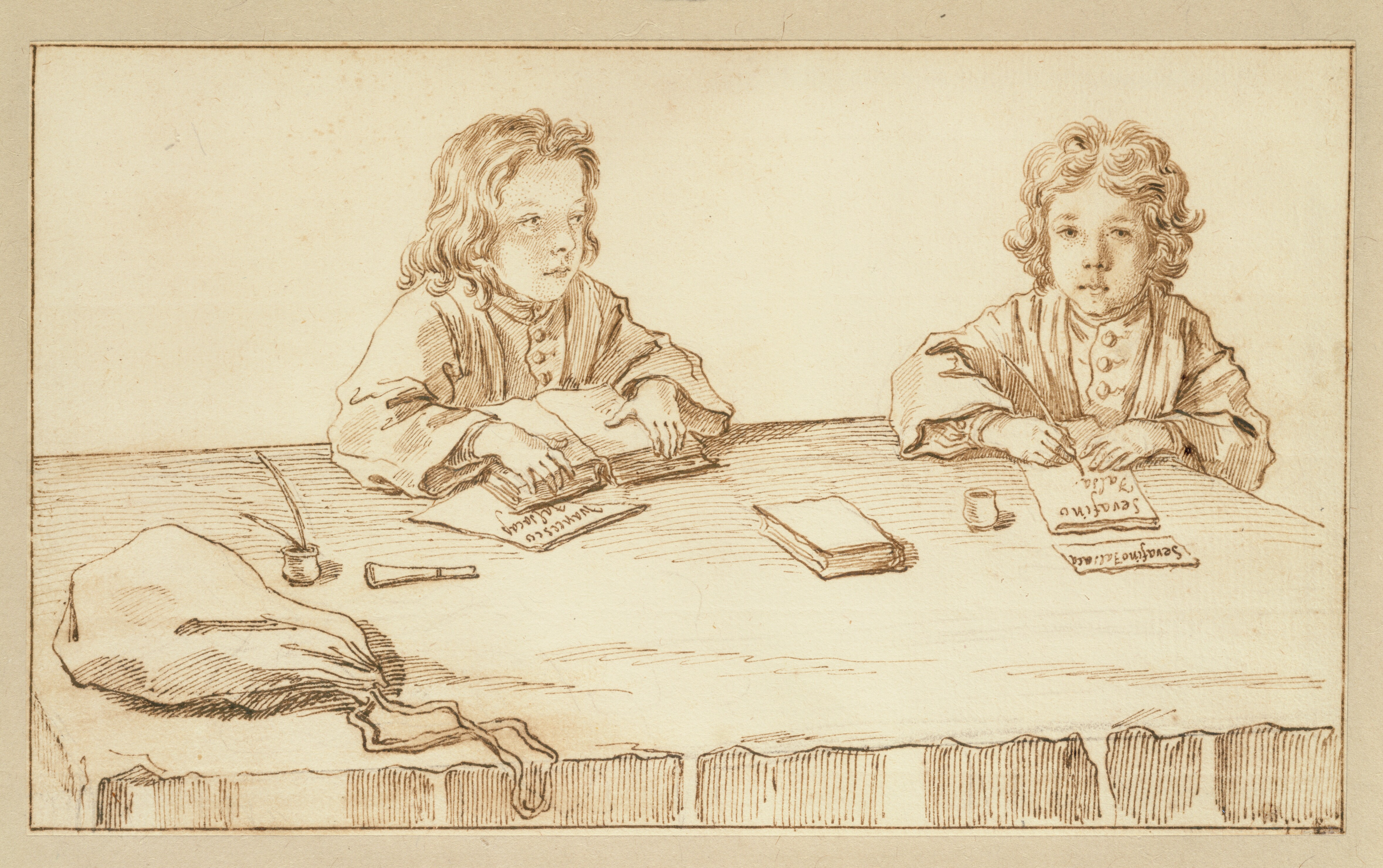
Serafino y Francesco Falsacapa estudiando en la mesa